# À nous deux France
Pour plus de détails, voir Fiche technique et Distribution.
À nous deux France est un film franco-ivoirien réalisé en 1970 par Désiré Écaré.

## Synopsis
Un groupe de femmes venues de la Côte d'Ivoire se rendent à Paris où les hommes ivoiriens sont partis pour accéder à des emplois de cadre. Ils ont laissé leurs compatriotes féminines seules les forçant ainsi à prendre leur destin en main.

## Fiche technique
- Titre : À nous deux France
- Réalisation : Désiré Écaré
- Pays :  France /  Côte d'Ivoire
- Durée : 60 minutes
- Langue : français
- Couleur : noir et blanc
- Date de sortie : 1970

## Distribution
- Fabienne Fabre
- Pierre Garnier
- Marie Gabrielle N'Guipie

## Distinctions
Le film a été présenté à la Quinzaine des réalisateurs, en sélection parallèle du festival de Cannes 1970.